# Sobekhotep I
Sekhemre Khutawy Sobekhotep I (w starszych opracowaniach Sobekhotep II) − władca starożytnego Egiptu, XIII dynastii w czasie Drugiego Okresu Przejściowego. Znany z inskrypcji na kilku monumentach, w tym statuy z czerwonego granitu, znajdującej się obecnie w Muzeum Brytyjskim i z budynków w Luksorze. Był prawdopodobnie synem Amenemhata IV i Neferusobek. Rządził około trzech lat.